# デヴィッド・ブラマイヤーズ
デヴィッド・ブラマイヤーズ（David Blamires）は、カナダのボーカリストであり作曲家。イギリスのブラッドフォード生まれだが、カナダのオンタリオ州トロントに移住し、セッション・ミュージシャンとしてカナダで最も起用方法が幅広く重宝するミュージシャンのひとりとなった。アン・マレー、トライアンフ、Manteca、パット・メセニーといったアーティストと一緒に仕事している。
ブラマイヤーズは、1986年から1997年にかけてパット・メセニー・グループと仕事をしたことで最もよく知られている。その間に、彼はいくつかのグラミー賞を受賞した。グループのアルバムの参加作品で、歌を歌うことに加えて、ギター、トランペット、ヴァイオリン、メロフォン、リコーダー、マリンバ、アコーディオンを演奏した。
1992年には、ソロ・アルバム『The David Blamires Group』をリリースした。

## ディスコグラフィ

### ソロ・アルバム
- 『ミッドナイト・シー』 - The David Blamires Group (1992年) ※デビッド・ブラマイヤーズ・グループ名義

### パット・メセニー・グループ
- 『スティル・ライフ』 - Still Life (Talking) (1987年)
- 『ウィ・リヴ・ヒア』 - We Live Here (1995年)
- 『イマジナリー・デイ』 - Imaginary Day (1997年)

### パット・メセニー
- 『シークレット・ストーリー』 - Secret Story (1991年)